# Razgrad Peak
Der Razgrad Peak (englisch; bulgarisch връх Разград wrach Rasgrad) ist ein 550 m hoher und vereister Berg auf Greenwich Island im Archipel der Südlichen Shetlandinseln. Er ragt 0,65 km südöstlich des Terter Peak, 1,8 km südwestlich des Momchil Peak, 2,9 km westlich des Viskyar Ridge und 1 km nördlich des Ephraim Bluff in den Breznik Heights auf.
Bulgarische Wissenschaftler kartierten ihn im Zuge von Vermessungen der Tangra Mountains auf der benachbarten Livingston-Insel zwischen 2004 und 2005. Die bulgarische Kommission für Antarktische Geographische Namen benannte ihn 2005 nach der Stadt Rasgrad im Nordosten Bulgariens.